# Trixomorpha
Trixomorpha är ett släkte av tvåvingar. Trixomorpha ingår i familjen parasitflugor.
Kladogram enligt Catalogue of Life:
| Trixomorpha | \| \| Trixomorpha indica \| \| \| \| \| \| Trixomorpha luteipennis \| \| \| \| \| \| Trixomorpha tenebrosa \| \| \| \| |
|             | \| \| Trixomorpha indica \| \| \| \| \| \| Trixomorpha luteipennis \| \| \| \| \| \| Trixomorpha tenebrosa \| \| \| \| |
|             | Trixomorpha indica |
|             | |
|             | Trixomorpha luteipennis                                                                                                |
|             | |
|             | Trixomorpha tenebrosa                                                                                                  |
|             | |